# Cheiracanthium excavatum
Espèce
Cheiracanthium excavatum est une espèce d'araignées aranéomorphes de la famille des Cheiracanthiidae.

## Distribution
Cette espèce est endémique de l'île Norfolk en Australie.

## Description
La carapace de la femelle holotype mesure 4,1 mm sur 3,2 mm et son abdomen 6,8 mm sur 4,8 mm.

## Systématique et taxinomie
Cette espèce a été décrite par Rainbow en 1920. Elle est placée dans le genre Eutittha par Esyunin et Zamani en 2020 puis dans le genre Cheiracanthium par Raven et Hebron en 2024.

## Publication originale
- Rainbow, 1920 : « Arachnida from Lord Howe and Norfolk Islands. » Records of the South Australian Museum, vol. 1, p. 229-272 (texte intégral).